# (73381) 2002 LY7
2002 أل واي 7 (ويعرف أيضًا باسم (73381) 2002 أل واي 7 وفق تسمية الكوكب الصغير) (بالإنجليزية: 2002 LY7)‏؛ هو كويكب ضمن حزام الكويكبات.
اكتُشف هذا الجُرم الفلكي بواسطة بحث لنكولن عن الكويكبات القريبة من الأرض في 4 يونيو 2002، وترتيبه 73381 من حيث الاكتشاف.

## الوصف
اكتُشف 733812002LY في 4 يونيو 2002 في مرصد ماغدالينا ريدج، الواقع في مقاطعة سوكورو، نيومكسيكو في الولايات المتحدة، بواسطة مشروع بحث لنكولن عن الكويكبات القريبة من الأرض (بالإنجليزية: Lincoln Near-Earth Asteroid Research)‏ LINEAR. وقد رصد المشروع 956 مشاهدة للكويكب إلى غاية 5 فبراير 2022 بتوقيت منطقة المحيط الهادئ، أي في مدة قدرها 8,694 يومًا (23.8 عام). تستغرق الفترة المدارية للكويكب 1,250 يومًا (3.4 عام).

## الخصائص المدارية
يتميز مدار هذا الكويكب بنصف محور رئيسي يبلغ 2.27 وحدة فلكية، وحضيض قدره 2.07 وحدة فلكية، وانحراف قدره 0.087 وزاوية ميلان 6.9 درجة بالنسبة لمسار الشمس. بسبب هذه الخصائص، أي نصف المحور الرئيسي بين 2 و3.2 وحدة فلكية وحضيض أكبر من 1,666 وحدة فلكية، يُصنف هذا الجُرم الفلكي وفقًا لقاعدة بيانات مختبر الدفع النفاث لأجرام النظام الشمسي الصغيرة كائنًا من حزام الكويكبات الرئيسي.

## وصلات خارجية
- (73381) 2002 LY7 في قاعدة بيانات مختبر الدفع النفاث لأجرام النظام الشمسي الصغيرة

- الاكتشاف · مخطط المدار ·  العناصر المدارية · المعلمات المادية

- (73381) 2002 LY7 على موقع ويكي سكاي: DSS2, SDSS, GALEX, IRAS, Hydrogen α, X-Ray, Astrophoto, Sky Map, Articles and images